# Project Object Model
Project Object Model (literalmente "projeto modelo de objeto"), ou POM, é a peça fundamental de um projeto do Apache Maven.
Um POM possui as infomações básicas de um projeto, bem como as diretivas de como o artefato final deste projeto deve ser construido.
A versão 1.0 do Maven utiliza o arquivo project.xml para definição do POM. Na versão 2.0, este arquivo passa a se chamar pom.xml .